# Конвой O-505 (серпень 1943)
Конвой O-505 (серпень 1943 року) — японський конвой часів Другої світової війни, проведення якого відбувалось у серпні 1943 року.
Конвой сформували для проведення групи транспортів із Рабаула — розташованої на острові Нова Британія головної бази японців в архіпелазі Бісмарка, з якої вони провадили операції на Соломонових островах та сході Нової Гвінеї. Пунктом призначення при цьому був важливий транспортний хаб Палау у західній частині Каролінських островів.
До складу конвою увійшли транспорти «Гавр-Мару», «Шохо-Мару» та ще три неідентифіковані судна. Ескорт забезпечували мисливці за підводними човнами CH-38 та CH-39.
5 серпня 1943 року судна вийшли з Рабаула та попрямували на південний захід. Ворожа авіація ще не становила серйозної загрози для комунікацій архіпелагу Бісмарка, проте на них традиційно патрулювали підводні човни. Утім, на цей раз конвой зміг пройти без втрат та 14 серпня прибув до Палау.